# Championnat de Mayotte de football de deuxième division
Le Championnat de Mayotte de football de deuxième division ou plus simplement Régional 2 est une compétition de football organisé à Mayotte qui a été créé en 1990.  À l’issue de la saison, les trois premiers sont promus en Régionale 1.
L’US Kavani est tenant du titre après son succès lors de la saison 2022.

## Déroulement
Le championnat se passe sur une année civile, 12 équipes s'affrontent 2 fois sur des matchs aller-retour. Le système des points est comme en métropole à savoir que l'équipe qui gagne remporte 3 points, le nul donne 2 points et la défaite 1 point. L'équipe ayant marqué le plus de points est sacrée championne de Régional 2 de Mayotte alors que les quatre derniers sont relégués en Régional 3.